# Aituto (Ort)
Aituto ist eine osttimoresische Siedlung im Suco Mulo (Verwaltungsamt Hato-Udo, Gemeinde Ainaro).
Das Zentrum des Ortes liegt im Norden der Aldeia Aituto, auf einer Meereshöhe von 1509 m. Hier führt die Überlandstraße von Ainaro nach Dili durch die Aldeia. Der Rest der Besiedlung besteht aus einzelnen Häusern, die in der Aldeia verstreut stehen. Südlich liegt der Ort Hautio, nördlich im Suco Aituto das Dorf Lientuto.
Östlich befindet sich der Friedhof der Aldeia.